# Convocazioni per il campionato mondiale di hockey su ghiaccio maschile 2014
Ciascuna squadra partecipante al Campionato mondiale di hockey su ghiaccio maschile 2014 consisteva in almeno 15 giocatori (attaccanti e difensori) e 2 portieri, mentre al massimo si poteva disporre di 22 giocatori e 3 portieri.

## Gruppo A

### Canada
Allenatore:  Dave Tippett
Lista dei convocati aggiornata al 9 maggio 2014.
| N. | Pos. | Nome               | Anno | Alt. | Peso | Tiro | Squadra             |
| -- | ---- | ------------------ | ---- | ---- | ---- | ---- | ------------------- |
| 3  | D    | Kevin Bieksa - C   | 1981 | 185  | 90   | R    | Vancouver Canucks   |
| 4  | D    | Ryan Ellis         | 1991 | 178  | 80   | R    | Nashville Predators |
| 5  | D    | Jason Garrison     | 1984 | 188  | 99   | L    | Vancouver Canucks   |
| 7  | A    | Kyle Turris - A    | 1989 | 185  | 77   | R    | Ottawa Senators     |
| 10 | A    | Brayden Schenn     | 1991 | 185  | 86   | L    | Philadelphia Flyers |
| 11 | A    | Jonathan Huberdeau | 1993 | 185  | 86   | L    | Florida Panthers    |
| 14 | A    | Alexandre Burrows  | 1981 | 185  | 86   | L    | Vancouver Canucks   |
| 19 | A    | Cody Hodgson       | 1990 | 183  | 83   | R    | Buffalo Sabres      |
| 20 | A    | Troy Brouwer       | 1985 | 191  | 97   | R    | Washington Capitals |
| 21 | A    | Matt Read          | 1986 | 183  | 85   | R    | Philadelphia Flyers |
| 23 | A    | Sean Monahan       | 1994 | 188  | 84   | L    | Calgary Flames      |
| 24 | D    | Morgan Rielly      | 1994 | 185  | 93   | L    | Toronto Maple Leafs |
| 25 | A    | Jason Chimera - A  | 1979 | 190  | 97   | L    | Washington Capitals |
| 27 | D    | Braydon Coburn     | 1985 | 192  | 100  | L    | Philadelphia Flyers |
| 29 | A    | Nathan MacKinnon   | 1995 | 183  | 83   | R    | Colorado Avalanche  |
| 30 | P    | Ben Scrivens       | 1986 | 188  | 88   | L    | Edmonton Oilers     |
| 34 | P    | James Reimer       | 1988 | 188  | 95   | L    | Toronto Maple Leafs |
| 35 | P    | Justin Peters      | 1986 | 185  | 96   | L    | Carolina Hurricanes |
| 42 | A    | Joel Ward          | 1980 | 186  | 103  | R    | Washington Capitals |
| 43 | A    | Nazem Kadri        | 1990 | 183  | 86   | L    | Toronto Maple Leafs |
| 44 | D    | Erik Gudbranson    | 1992 | 195  | 98   | R    | Florida Panthers    |
| 55 | A    | Mark Scheifele     | 1993 | 188  | 89   | R    | Winnipeg Jets       |
| 57 | D    | Tyler Myers        | 1990 | 203  | 103  | R    | Buffalo Sabres      |

LEGENDA:

P = Portiere, D = Difensore, A = Attaccante, L = sinistra, R = destra

### Danimarca
Allenatore:  Janne Karlsson
Lista dei convocati aggiornata al 19 maggio 2014.
| N. | Pos. | Nome                | Anno | Alt. | Peso | Tiro | Squadra              |
| -- | ---- | ------------------- | ---- | ---- | ---- | ---- | -------------------- |
| 1  | P    | Patrick Galbraith   | 1986 | 183  | 91   | L    | Karlskrona           |
| 2  | D    | Phillip Bruggisser  | 1991 | 183  | 85   | R    | Kristianstads IK     |
| 3  | D    | Philip Larsen       | 1989 | 183  | 86   | R    | Edmonton Oilers      |
| 6  | D    | Stefan Lassen       | 1985 | 190  | 90   | L    | Graz 99ers           |
| 9  | A    | Frederik Storm      | 1989 | 180  | 86   | L    | Malmö                |
| 11 | D    | Patrick Bjorkstrand | 1992 | 184  | 87   | L    | Medveščak            |
| 13 | A    | Morten Green - C    | 1981 | 183  | 88   | L    | SERC Wild Wings      |
| 17 | A    | Nicklas Jensen      | 1993 | 191  | 92   | L    | Vancouver Canucks    |
| 19 | A    | Kim Staal           | 1978 | 182  | 87   | R    | SB Rosenheim         |
| 22 | D    | Markus Lauridsen    | 1991 | 188  | 89   | L    | Lake Erie Monsters   |
| 25 | D    | Oliver Lauridsen    | 1989 | 197  | 104  | L    | Philadelphia Flyers  |
| 28 | D    | Emil Kristensen     | 1992 | 184  | 81   | R    | IK Oskarshamn        |
| 29 | A    | Morten Madsen - A   | 1987 | 190  | 87   | L    | Hamburg Freezers     |
| 31 | P    | Simon Nielsen       | 1986 | 188  | 86   | L    | Lukko Rauma          |
| 32 | P    | Sebastian Dahm      | 1987 | 182  | 80   | L    | Rødovre Mighty Bulls |
| 33 | A    | Julian Jakobsen     | 1987 | 184  | 87   | L    | Hamburg Freezers     |
| 36 | A    | Jannik Hansen       | 1975 | 185  | 92   | R    | Vancouver Canucks    |
| 37 | A    | Anders Poulsen      | 1991 | 182  | 86   | L    | Herning Blue Fox     |
| 38 | D    | Morten Poulsen      | 1988 | 184  | 84   | L    | IK Oskarshamn        |
| 40 | A    | Jesper Jensen       | 1987 | 183  | 80   | L    | Karlskrona           |
| 41 | D    | Jesper Jensen - A   | 1991 | 185  | 85   | L    | Rögle                |
| 53 | A    | Thomas Spelling     | 1993 | 186  | 80   | R    | SønderjyskE          |
| 60 | A    | Mads Christensen    | 1987 | 179  | 80   | L    | Eisbären Berlino     |
| 89 | A    | Mikkel Bødker       | 1989 | 180  | 88   | L    | Phoenix Coyotes      |

LEGENDA:

P = Portiere, D = Difensore, A = Attaccante, L = sinistra, R = destra

### Francia
Allenatore:  David Henderson
Lista dei convocati aggiornata al 12 maggio 2014.
| N. | Pos. | Nome                         | Anno | Alt. | Peso | Tiro | Squadra            |
| -- | ---- | ---------------------------- | ---- | ---- | ---- | ---- | ------------------ |
| 4  | D    | Antonin Manavian             | 1987 | 191  | 100  | R    | Dragons de Rouen   |
| 7  | A    | Yorick Treille               | 1980 | 190  | 101  | R    | Brûleurs de Loups  |
| 9  | A    | Damien Fleury                | 1986 | 178  | 81   | R    | Losanna            |
| 10 | A    | Laurent Meunier - C          | 1979 | 183  | 84   | R    | Straubing Tigers   |
| 13 | A    | Luc Tardif                   | 1984 | 192  | 100  | L    | Brûleurs de Loups  |
| 14 | A    | Stéphane Da Costa            | 1989 | 180  | 82   | R    | Binghamton Sen.s   |
| 18 | D    | Yohann Auvitu                | 1989 | 182  | 87   | L    | JYP                |
| 20 | A    | Eliot Berthon                | 1992 | 171  | 75   | L    | Ginevra-Servette   |
| 21 | A    | Antoine Roussel              | 1989 | 183  | 88   | L    | Dallas Stars       |
| 22 | A    | Brian Henderson              | 1986 | 180  | 82   | L    | Ducs d'Angers      |
| 24 | A    | Julien Desrosiers            | 1980 | 178  | 80   | R    | Dragons de Rouen   |
| 25 | A    | Nicolas Ritz                 | 1992 | 180  | 80   | L    | Ducs de Dijon      |
| 26 | D    | Benjamin Dieude-Fauvel       | 1986 | 187  | 100  | L    | Quad City Mallards |
| 27 | D    | Baptiste Amar - A            | 1979 | 183  | 87   | L    | Brûleurs de Loups  |
| 28 | A    | Damien Raux                  | 1984 | 179  | 84   | L    | Diables Rouges     |
| 33 | P    | Ronan Quemener               | 1988 | 185  | 76   | R    | Diables Rouges     |
| 39 | P    | Cristobal Huet               | 1975 | 184  | 87   | L    | Losanna            |
| 41 | A    | Pierre-Édouard Bellemare - A | 1985 | 182  | 87   | L    | Skellefteå AIK     |
| 49 | P    | Florian Hardy                | 1985 | 186  | 83   | L    | Ducs d'Angers      |
| 55 | D    | Jonathan Janil               | 1987 | 187  | 87   | R    | Dragons de Rouen   |
| 62 | D    | Florian Chakiachvili         | 1992 | 184  | 78   | L    | Diables Rouges     |
| 71 | A    | Anthony Guttig               | 1988 | 186  | 82   | L    | Hokki              |
| 74 | A    | Nicolas Besch                | 1984 | 179  | 87   | L    | Sanok              |
| 80 | A    | Teddy Da Costa               | 1986 | 181  | 80   | R    | Hokki              |
| 90 | D    | Maxime Moisand               | 1990 | 177  | 78   | R    | Ritten-Renon       |

LEGENDA:

P = Portiere, D = Difensore, A = Attaccante, L = sinistra, R = destra

### Italia
Allenatore:  Tom Pokel
Lista dei convocati aggiornata all'8 maggio 2014.
| N. | Pos. | Nome                     | Anno | Alt. | Peso | Tiro | Squadra             |
| -- | ---- | ------------------------ | ---- | ---- | ---- | ---- | ------------------- |
| 1  | P    | Andreas Bernard          | 1990 | 184  | 80   | L    | SaiPa               |
| 3  | A    | Markus Gander            | 1989 | 187  | 90   | R    | Bolzano             |
| 4  | D    | Daniel Sullivan          | 1987 | 181  | 88   | L    | Asiago              |
| 8  | A    | Marco Insam              | 1989 | 187  | 92   | R    | Bolzano             |
| 9  | D    | Armin Hofer              | 1987 | 176  | 80   | L    | Val Pusteria        |
| 10 | A    | Giulio Scandella         | 1983 | 186  | 88   | R    | Val Pusteria        |
| 13 | A    | Nathan DiCasmirro - A    | 1978 | 179  | 88   | L    | Sheffield Steelers  |
| 15 | A    | Luca Felicetti           | 1981 | 166  | 75   | L    | Cortina             |
| 17 | A    | Alexander Egger - C      | 1979 | 186  | 88   | L    | Bolzano             |
| 18 | A    | Anton Bernard            | 1989 | 178  | 82   | R    | Bolzano             |
| 19 | A    | Daniel Tudin             | 1978 | 180  | 85   | L    | Ritten-Renon        |
| 21 | A    | Patrick Bona             | 1981 | 175  | 85   | R    | Val Pusteria        |
| 22 | A    | Diego Kostner            | 1992 | 183  | 75   | R    | Lugano              |
| 24 | D    | Trevor Johnson           | 1982 | 180  | 81   | R    | Valpellice          |
| 25 | A    | Joachim Ramoser          | 1995 | 178  | 90   | L    | Red Bull Salisburgo |
| 27 | D    | Thomas Larkin            | 1990 | 196  | 95   | R    | Evansville IceMen   |
| 30 | P    | Daniel Bellissimo        | 1984 | 188  | 81   | L    | Luleå               |
| 34 | P    | Alex Caffi               | 1990 | 185  | 85   | L    | Neumarkt-Egna       |
| 41 | A    | David Borrelli           | 1981 | 176  | 88   | L    | Asiago              |
| 50 | D    | Christian Borgatello - A | 1982 | 174  | 79   | R    | Val Pusteria        |
| 53 | D    | Alex Trivellato          | 1993 | 189  | 83   | L    | Eisbären Berlino    |
| 64 | A    | Brian Ihnacak            | 1985 | 183  | 86   | R    | Malmö               |
| 74 | D    | Davide Nicoletti         | 1986 | 191  | 97   | L    | Bolzano             |
| 87 | A    | Nicola Fontanive         | 1985 | 165  | 73   | L    | Milano Rossoblu     |
| 88 | A    | Vincent Rocco            | 1987 | 178  | 85   | L    | Troja-Ljungby       |

LEGENDA:

P = Portiere, D = Difensore, A = Attaccante, L = sinistra, R = destra

### Norvegia
Allenatore:  Roy Johansen
Lista dei convocati aggiornata al 12 maggio 2014.
| N. | Pos. | Nome                  | Anno | Alt. | Peso | Tiro | Squadra            |
| -- | ---- | --------------------- | ---- | ---- | ---- | ---- | ------------------ |
| 4  | D    | Daniel Sørvik         | 1990 | 183  | 83   | L    | Vålerenga          |
| 6  | D    | Jonas Holøs - A       | 1987 | 180  | 93   | R    | Lok. Jaroslavl’    |
| 8  | A    | Mads Hansen - A       | 1978 | 185  | 88   | L    | Storhamar Dragons  |
| 11 | A    | Andreas Stene         | 1991 | 190  | 91   | L    | Sparta Warriors    |
| 13 | A    | Sondre Olden          | 1992 | 194  | 84   | L    | Vålerenga          |
| 17 | D    | Stefan Espeland       | 1989 | 184  | 84   | L    | Vålerenga          |
| 18 | A    | Jonas Djupvik Løvlie  | 1990 | 188  | 87   | L    | Sparta Warriors    |
| 19 | A    | Per-Åge Skrøder       | 1978 | 180  | 92   | L    | MODO               |
| 20 | A    | Anders Bastiansen - C | 1980 | 190  | 93   | L    | Färjestad          |
| 21 | A    | Morten Ask            | 1980 | 185  | 88   | L    | Vålerenga          |
| 22 | A    | Martin Røymark        | 1986 | 184  | 86   | L    | Färjestad          |
| 23 | D    | Mats Trygg            | 1976 | 179  | 85   | R    | Lørenskog          |
| 24 | A    | Andreas Martinsen     | 1990 | 190  | 100  | L    | Düsseldorfer EG    |
| 26 | P    | Kristian Forsberg     | 1986 | 185  | 92   | R    | MODO               |
| 28 | A    | Niklas Roest          | 1986 | 174  | 80   | L    | BIK Karlskoga      |
| 29 | A    | Robin Dahlstrøm       | 1988 | 183  | 100  | L    | Örebro             |
| 30 | P    | Lars Haugen           | 1987 | 183  | 83   | L    | Dinamo Minsk       |
| 31 | D    | Nicolai Bryhnisveen   | 1991 | 180  | 85   | L    | Lillehammer IK     |
| 34 | P    | Lars Volden           | 1992 | 190  | 86   | L    | Espoo Blues        |
| 40 | A    | Ken André Olimb       | 1989 | 179  | 80   | L    | Düsseldorfer EG    |
| 42 | D    | Henrik Ødegaard       | 1988 | 179  | 85   | L    | Missouri Mavericks |
| 44 | A    | Steffen Thoresen      | 1985 | 180  | 88   | L    | Lørenskog          |
| 46 | A    | Mathis Olimb          | 1986 | 179  | 83   | L    | Frölunda           |
| 47 | D    | Alexander Bonsaksen   | 1987 | 180  | 84   | L    | Vålerenga          |
| 70 | P    | Steffen Søberg        | 1993 | 177  | 78   | L    | Vålerenga          |

LEGENDA:

P = Portiere, D = Difensore, A = Attaccante, L = sinistra, R = destra

### Rep. Ceca
Allenatore:  Vladimír Růžička
Lista dei convocati aggiornata al 19 maggio 2014.
| N. | Pos. | Nome              | Anno | Alt. | Peso | Tiro | Squadra              |
| -- | ---- | ----------------- | ---- | ---- | ---- | ---- | -------------------- |
| 1  | P    | Jakub Kovář       | 1988 | 184  | 91   | L    | Avtomobilist         |
| 2  | D    | Jakub Kindl       | 1987 | 192  | 95   | L    | Detroit Red Wings    |
| 3  | D    | Petr Zámorský     | 1992 | 180  | 86   | R    | PSG Zlín             |
| 10 | A    | Roman Červenka    | 1985 | 182  | 89   | L    | SKA Pietroburgo      |
| 12 | A    | Jiří Novotný      | 1983 | 189  | 97   | R    | Lev Praga            |
| 17 | D    | Vladimír Sobotka  | 1987 | 178  | 83   | L    | St. Louis Blues      |
| 20 | A    | Jakub Klepiš      | 1984 | 186  | 91   | L    | Lev Praga            |
| 23 | D    | Ondřej Němec - A  | 1984 | 182  | 92   | R    | Lev Praga            |
| 24 | A    | Jiří Hudler       | 1984 | 175  | 84   | L    | Calgary Flames       |
| 26 | A    | Martin Zaťovič    | 1986 | 179  | 90   | L    | Energie Karlovy Vary |
| 27 | A    | Martin Růžička    | 1985 | 181  | 79   | R    | Oceláři Trinec       |
| 29 | D    | Jan Kolář         | 1986 | 190  | 92   | L    | Donbas Donec'k       |
| 33 | P    | Pavel Francouz    | 1990 | 182  | 81   | R    | Litvínov             |
| 43 | A    | Jan Kovář         | 1990 | 180  | 94   | R    | Magnitogorsk         |
| 46 | D    | Roman Polák       | 1986 | 188  | 103  | R    | St. Louis Blues      |
| 47 | D    | Michal Jordán     | 1990 | 185  | 90   | L    | Charlotte Checkers   |
| 48 | A    | Tomáš Hertl       | 1993 | 188  | 89   | L    | San Jose Sharks      |
| 53 | P    | Alexander Salák   | 1987 | 190  | 88   | L    | SKA Pietroburgo      |
| 55 | D    | Martin Ševc       | 1981 | 183  | 89   | L    | Lev Praga            |
| 60 | A    | Tomáš Rolinek - C | 1980 | 177  | 84   | L    | Sparta Praga         |
| 64 | A    | Jiří Sekáč        | 1992 | 187  | 88   | L    | Lev Praga            |
| 68 | A    | Jaromír Jágr - A  | 1972 | 189  | 102  | L    | New Jersey Devils    |
| 74 | D    | Ondřej Vitásek    | 1990 | 193  | 97   | R    | Bílí Tygři Liberec   |
| 82 | A    | Michal Vondrka    | 1982 | 185  | 90   | L    | Slovan Bratislava    |
| 88 | A    | Jakub Petružálek  | 1985 | 176  | 80   | R    | Ak Bars Kazan’       |

LEGENDA:

P = Portiere, D = Difensore, A = Attaccante, L = sinistra, R = destra

### Slovacchia
Allenatore:  Vladimír Vůjtek
Lista dei convocati aggiornata al 16 maggio 2014.
| N. | Pos. | Nome               | Anno | Alt. | Peso | Tiro | Squadra             |
| -- | ---- | ------------------ | ---- | ---- | ---- | ---- | ------------------- |
| 8  | D    | Marek Ďaloga       | 1989 | 193  | 83   | L    | Pardubice           |
| 9  | A    | Dávid Skokan       | 1988 | 183  | 88   | L    | Slavia Praga        |
| 11 | D    | Peter Čerešňák     | 1993 | 193  | 97   | R    | Dukla Trenčín       |
| 12 | D    | Ivan Švarný        | 1984 | 187  | 95   | L    | Medveščak           |
| 15 | A    | Marek Hrivík       | 1991 | 186  | 90   | L    | Hartford Wolf Pack  |
| 16 | D    | Juraj Valach       | 1989 | 202  | 103  | R    | Slavia Praga        |
| 18 | A    | Miroslav Šatan - C | 1974 | 188  | 88   | L    | Slovan Bratislava   |
| 19 | A    | Michel Miklík - A  | 1982 | 184  | 90   | R    | Slovan Bratislava   |
| 21 | A    | Radoslav Tybor     | 1989 | 186  | 82   | L    | Pardubice           |
| 22 | D    | Karol Sloboda      | 1989 | 185  | 89   | R    | Vítkovice Steel     |
| 25 | A    | Marek Viedenský    | 1990 | 192  | 88   | R    | Worcester Sharks    |
| 27 | A    | Ladislav Nagy - A  | 1979 | 180  | 87   | L    | Jokerit             |
| 28 | A    | Richard Pánik      | 1991 | 188  | 92   | L    | Tampa Bay Lightning |
| 32 | P    | Jaroslav Janus     | 1989 | 183  | 87   | L    | Slovan Bratislava   |
| 50 | P    | Ján Laco           | 1981 | 183  | 86   | L    | Donbas Donec'k      |
| 52 | D    | Martin Marinčin    | 1992 | 192  | 82   | L    | Edmonton Oilers     |
| 56 | D    | Vladimír Mihálik   | 1987 | 202  | 101  | L    | Slovan Bratislava   |
| 59 | A    | Andrej Šťastný     | 1991 | 191  | 99   | L    | Slovan Bratislava   |
| 65 | A    | Tomáš Marcinko     | 1988 | 193  | 97   | R    | Košice              |
| 71 | A    | Juraj Mikúš        | 1987 | 185  | 93   | R    | Slovan Bratislava   |
| 77 | A    | Martin Réway       | 1995 | 178  | 79   | L    | Gatineau Olympiques |
| 87 | A    | Marcel Haščák      | 1987 | 182  | 87   | R    | Dinamo Riga         |
| 88 | P    | Július Hudáček     | 1988 | 184  | 84   | R    | Pardubice           |
| 90 | A    | Tomáš Tatar        | 1990 | 178  | 80   | L    | Detroit Red Wings   |
| 91 | D    | Ján Brejčák        | 1989 | 193  | 93   | L    | Slovan Bratislava   |

LEGENDA:

P = Portiere, D = Difensore, A = Attaccante, L = sinistra, R = destra

### Svezia
Allenatore:  Pär Mårts
Lista dei convocati aggiornata al 15 maggio 2014.
| N. | Pos. | Nome                | Anno | Alt. | Peso | Tiro | Squadra                |
| -- | ---- | ------------------- | ---- | ---- | ---- | ---- | ---------------------- |
| 1  | P    | Joacim Eriksson     | 1990 | 186  | 86   | R    | Vancouver Canucks      |
| 3  | D    | Niclas Burström     | 1991 | 179  | 70   | L    | Skellefteå AIK         |
| 4  | D    | Tim Erixon          | 1991 | 188  | 90   | L    | Columbus Blue Jackets  |
| 9  | D    | Niclas Andersén     | 1988 | 185  | 95   | L    | Severstal’             |
| 10 | D    | Johan Fransson      | 1985 | 187  | 90   | L    | Luleå                  |
| 11 | A    | Simon Hjalmarsson   | 1989 | 184  | 78   | L    | Linköping              |
| 12 | A    | Joakim Lindström    | 1983 | 184  | 92   | L    | Skellefteå AIK         |
| 14 | D    | Mattias Ekholm      | 1990 | 193  | 93   | L    | Nashville Predators    |
| 15 | A    | Mattias Sjögren     | 1987 | 189  | 97   | L    | Linköping              |
| 19 | A    | Calle Järnkrok      | 1991 | 181  | 79   | R    | Nashville Predators    |
| 20 | A    | Joel Lundqvist - C  | 1982 | 184  | 91   | L    | Frölunda               |
| 21 | D    | Jimmie Ericsson - A | 1980 | 187  | 94   | L    | Skellefteå AIK         |
| 28 | A    | Dick Axelsson       | 1987 | 191  | 93   | L    | Frölunda               |
| 29 | D    | Erik Gustafsson     | 1988 | 180  | 82   | L    | Philadelphia Flyers    |
| 30 | P    | Linus Ullmark       | 1993 | 193  | 88   | L    | MODO                   |
| 31 | P    | Anders Nilsson      | 1990 | 195  | 103  | L    | New York Islanders     |
| 32 | D    | Magnus Nygren       | 1990 | 185  | 87   | L    | Färjestad              |
| 40 | A    | Dennis Rasmussen    | 1990 | 191  | 91   | L    | Växjö Lakers           |
| 41 | A    | Gustav Nyquist      | 1989 | 182  | 84   | L    | Detroit Red Wings      |
| 44 | A    | Nicklas Danielsson  | 1984 | 184  | 83   | R    | Rapperswil-Jona Lakers |
| 45 | A    | Oscar Möller        | 1989 | 178  | 82   | R    | Skellefteå AIK         |
| 48 | D    | Daniel Rahimi       | 1987 | 190  | 98   | L    | Linköping              |
| 51 | D    | Jonas Ahnelöv       | 1987 | 190  | 97   | L    | Frölunda               |
| 60 | A    | Mikael Backlund - A | 1989 | 184  | 90   | L    | Calgary Flames         |
| 86 | A    | Linus Klasen        | 1986 | 176  | 82   | L    | Luleå                  |

LEGENDA:

P = Portiere, D = Difensore, A = Attaccante, L = sinistra, R = destra

## Gruppo B

### Bielorussia
Allenatore:  Glen Hanlon
Lista dei convocati aggiornata all'11 maggio 2014.
| N. | Pos. | Nome                    | Anno | Alt. | Peso | Tiro | Squadra             |
| -- | ---- | ----------------------- | ---- | ---- | ---- | ---- | ------------------- |
| 1  | P    | Vital' Koval'           | 1980 | 188  | 97   | L    | Torpedo N. Novg.    |
| 5  | D    | Mikalaŭ Stasenka        | 1987 | 195  | 101  | R    | Severstal’          |
| 7  | D    | Uladzimir Dzianisaŭ - A | 1984 | 181  | 94   | L    | Torpedo N. Novg.    |
| 11 | D    | Andrėj Karev            | 1985 | 177  | 90   | L    | Junost Minsk        |
| 16 | A    | Geoff Platt             | 1985 | 176  | 82   | L    | Lok. Jaroslavl’     |
| 17 | A    | Aljaksej Kaljužny - C   | 1977 | 177  | 86   | L    | Dinamo Minsk        |
| 18 | A    | Aljaksej Uharaŭ         | 1985 | 179  | 80   | L    | Admiral             |
| 23 | A    | Andrėj Stas'            | 1988 | 189  | 88   | L    | Dinamo Minsk        |
| 25 | D    | Aleh Javenka            | 1991 | 197  | 90   | L    | UMass Minutemen     |
| 27 | A    | Aljaksej Jafimenka      | 1985 | 185  | 85   | L    | Dinamo Minsk        |
| 28 | A    | Kanstancin Kal'coŭ      | 1981 | 184  | 94   | L    | Atlant Mytišči      |
| 31 | A    | Andrėj Mezin            | 1974 | 182  | 79   | R    | Avangard Omsk       |
| 35 | P    | Kevin Lalande           | 1987 | 182  | 83   | L    | Dinamo Minsk        |
| 37 | A    | Mikita Osipaŭ           | 1984 | 182  | 80   | L    | Metallurg Žlobin    |
| 46 | A    | Andrėj Kascicyn         | 1985 | 183  | 91   | L    | Traktor Čeljabinsk  |
| 57 | D    | Ivan Usenka             | 1983 | 183  | 80   | L    | Dinamo Minsk        |
| 61 | A    | Andrėj Scjapanaŭ        | 1986 | 178  | 91   | R    | Amur Chabarovsk     |
| 73 | P    | Arcëm Volkaŭ            | 1985 | 183  | 84   | L    | Junost Minsk        |
| 74 | A    | Sjarhej Kascicyn        | 1987 | 183  | 89   | L    | Avangard Omsk       |
| 77 | A    | Aljaksandr Kitaraŭ      | 1987 | 190  | 90   | L    | Dinamo Minsk        |
| 84 | A    | Michail Hraboŭski - A   | 1984 | 181  | 83   | L    | Washington Capitals |
| 88 | A    | Jaŭhen Kavyršyn         | 1986 | 178  | 77   | L    | Severstal’          |
| 89 | D    | Dzmitryj Korabaŭ        | 1989 | 190  | 101  | L    | Syracuse Crunch     |
| 91 | A    | Kiryl Hatavec           | 1991 | 183  | 84   | L    | Cornell Big Red     |
| 92 | D    | Raman Hrabarėnka        | 1992 | 188  | 96   | R    | Albany Devils       |

LEGENDA:

P = Portiere, D = Difensore, A = Attaccante, L = sinistra, R = destra

### Finlandia
Allenatore:  Erkka Westerlund
Lista dei convocati aggiornata al 16 maggio 2014.
| N. | Pos. | Nome                  | Anno | Alt. | Peso | Tiro | Squadra             |
| -- | ---- | --------------------- | ---- | ---- | ---- | ---- | ------------------- |
| 5  | D    | Atte Ohtamaa          | 1987 | 188  | 92   | L    | Oulun Kärpät        |
| 6  | D    | Tommi Kivistö         | 1991 | 186  | 89   | L    | Ilves               |
| 10 | D    | Jere Karalahti        | 1975 | 188  | 95   | R    | Jokerit             |
| 12 | A    | Olli Jokinen - C      | 1978 | 189  | 95   | L    | Winnipeg Jets       |
| 13 | A    | Petteri Wirtanen      | 1986 | 186  | 93   | L    | Donbas Donec'k      |
| 18 | D    | Tuukka Mäntylä        | 1981 | 173  | 82   | L    | Metallurg Novok.    |
| 19 | A    | Veli-Matti Savinainen | 1986 | 181  | 77   | L    | Jugra C.-M.         |
| 21 | A    | Jori Lehterä - A      | 1987 | 189  | 96   | L    | Sibir’ Novosibirsk  |
| 22 | A    | Miikka Salomäki       | 1993 | 180  | 90   | L    | Milwaukee Admirals  |
| 25 | A    | Pekka Jormakka        | 1990 | 174  | 80   | R    | Tappara             |
| 26 | A    | Jarkko Immonen        | 1982 | 186  | 96   | R    | Torpedo N. Novg.    |
| 27 | A    | Petri Kontiola        | 1984 | 182  | 92   | R    | Traktor Čeljabinsk  |
| 28 | D    | Jyri Marttinen        | 1982 | 182  | 87   | L    | Porin Ässät         |
| 31 | P    | Mikko Koskinen        | 1988 | 200  | 87   | L    | Sibir’ Novosibirsk  |
| 32 | P    | Juuse Saros           | 1995 | 179  | 82   | L    | HPK                 |
| 34 | A    | Olli Palola           | 1988 | 179  | 80   | R    | Tappara             |
| 35 | P    | Pekka Rinne           | 1982 | 196  | 89   | L    | Nashville Predators |
| 38 | D    | Juuso Hietanen        | 1985 | 180  | 85   | R    | Torpedo N. Novg.    |
| 40 | A    | Tomi Sallinen         | 1989 | 184  | 80   | L    | Espoo Blues         |
| 42 | A    | Jere Sallinen         | 1990 | 187  | 91   | L    | Örebro              |
| 47 | D    | Ville Lajunen         | 1988 | 184  | 84   | R    | Färjestad           |
| 56 | A    | Erik Haula            | 1991 | 180  | 85   | L    | Minnesota Wild      |
| 61 | A    | Tommi Huhtala         | 1987 | 183  | 87   | L    | Espoo Blues         |
| 71 | A    | Leo Komarov - A       | 1987 | 180  | 90   | L    | Dinamo Mosca        |
| 81 | A    | Iiro Pakarinen        | 1991 | 185  | 90   | R    | HIFK                |

LEGENDA:

P = Portiere, D = Difensore, A = Attaccante, L = sinistra, R = destra

### Germania
Allenatore:  Pat Cortina
Lista dei convocati aggiornata al 17 maggio 2014.
| N. | Pos. | Nome                 | Anno | Alt. | Peso | Tiro | Squadra               |
| -- | ---- | -------------------- | ---- | ---- | ---- | ---- | --------------------- |
| 2  | D    | Denis Reul           | 1989 | 193  | 106  | R    | Adler Mannheim        |
| 3  | D    | Justin Krueger       | 1986 | 190  | 98   | R    | Berna                 |
| 9  | A    | Tobias Rieder        | 1993 | 180  | 80   | L    | Portland Pirates      |
| 17 | A    | Marcus Kink - A      | 1985 | 186  | 97   | L    | Adler Mannheim        |
| 18 | A    | Kai Hospelt          | 1985 | 185  | 86   | L    | Adler Mannheim        |
| 19 | A    | Thomas Oppenheimer   | 1988 | 186  | 87   | R    | Hamburg Freezers      |
| 22 | A    | Matthias Plachta     | 1991 | 184  | 101  | L    | Adler Mannheim        |
| 28 | A    | Frank Mauer          | 1988 | 184  | 90   | R    | Adler Mannheim        |
| 29 | A    | Alexander Barta - A  | 1983 | 180  | 82   | R    | Red Bull München      |
| 30 | P    | Philipp Grubauer     | 1991 | 185  | 84   | L    | Hershey Bears         |
| 33 | P    | Danny aus den Birken | 1985 | 186  | 89   | L    | Kölner Haie           |
| 34 | D    | Benedikt Kohl        | 1988 | 180  | 84   | R    | Grizzlys Wolfsburg    |
| 36 | A    | Yannic Seidenberg    | 1984 | 172  | 82   | L    | Red Bull München      |
| 42 | A    | Yasin Ehliz          | 1992 | 177  | 84   | L    | Nürnberg Ice Tigers   |
| 48 | D    | Frank Hördler - C    | 1985 | 183  | 90   | L    | Eisbären Berlino      |
| 55 | A    | Felix Schütz         | 1987 | 178  | 84   | L    | Admiral               |
| 63 | A    | Alexander Weiss      | 1987 | 187  | 89   | L    | Kölner Haie           |
| 71 | A    | Leon Draisaitl       | 1995 | 189  | 96   | L    | Prince Albert Raiders |
| 72 | P    | Rob Zepp             | 1981 | 186  | 88   | L    | Eisbären Berlino      |
| 81 | D    | Torsten Ankert       | 1988 | 188  | 100  | R    | Kölner Haie           |
| 82 | D    | Sinan Akdag          | 1989 | 190  | 98   | L    | Krefeld Pinguine      |
| 86 | A    | Daniel Pietta        | 1986 | 184  | 94   | L    | Krefeld Pinguine      |
| 90 | D    | Constantin Braun     | 1988 | 191  | 92   | L    | Eisbären Berlino      |
| 91 | D    | Moritz Müller        | 1986 | 187  | 91   | L    | Kölner Haie           |
| 92 | A    | Marcel Noebels       | 1992 | 189  | 87   | L    | Adirondack Phantoms   |

LEGENDA:

P = Portiere, D = Difensore, A = Attaccante, L = sinistra, R = destra

### Kazakistan
Allenatore:  Ari-Pekka Selin
Lista dei convocati aggiornata al 19 maggio 2014.
| N. | Pos. | Nome                   | Anno | Alt. | Peso | Tiro | Squadra            |
| -- | ---- | ---------------------- | ---- | ---- | ---- | ---- | ------------------ |
| 1  | P    | Pavel Poluėktov        | 1992 | 181  | 82   | L    | Nomad Astana       |
| 2  | D    | Roman Savčenko         | 1988 | 189  | 91   | L    | Barys Astana       |
| 5  | D    | Aleksej Litvinenko - A | 1980 | 200  | 105  | L    | Barys Astana       |
| 7  | D    | Maksim Semënov         | 1984 | 182  | 83   | L    | Barys Astana       |
| 8  | A    | Talgat Žajlauov        | 1985 | 174  | 77   | R    | Barys Astana       |
| 18 | A    | Fëdor Poliščuk         | 1979 | 174  | 79   | L    | Barys Astana       |
| 28 | P    | Aleksej Ivanov         | 1988 | 186  | 88   | L    | Spartak Mosca      |
| 29 | D    | Aleksej Vasil'čenko    | 1981 | 186  | 93   | L    | Traktor Čeljabinsk |
| 31 | P    | Vitalij Eremeev        | 1975 | 184  | 92   | L    | Barys Astana       |
| 33 | A    | Andrej Gavrilin        | 1978 | 187  | 93   | L    | Barys Astana       |
| 36 | A    | Dmitrij Upper - A      | 1978 | 186  | 93   | R    | Barys Astana       |
| 38 | D    | Kevin Dallman          | 1981 | 182  | 90   | R    | SKA Pietroburgo    |
| 48 | A    | Roman Starčenko        | 1986 | 178  | 85   | L    | Barys Astana       |
| 52 | D    | Anton Kazancev         | 1986 | 189  | 90   | L    | Ermak Angarsk      |
| 55 | D    | Evgenij Blochin        | 1979 | 189  | 93   | L    | Barys Astana       |
| 57 | A    | Michail Pan'šin        | 1983 | 181  | 87   | R    | Barys Astana       |
| 62 | A    | Vadim Krasnoslobodcev  | 1983 | 188  | 90   | L    | Torpedo N. Novg.   |
| 80 | A    | Nikolaj Antropov - C   | 1980 | 199  | 110  | R    | Barys Astana       |
| 81 | A    | Konstantin Puškarëv    | 1985 | 181  | 83   | L    | Barys Astana       |
| 82 | A    | Andrej Spiridonov      | 1982 | 180  | 86   | L    | Nomad Astana       |
| 85 | A    | Konstantin Romanov     | 1985 | 183  | 84   | L    | Barys Astana       |
| 87 | D    | Artemij Lakiza         | 1987 | 176  | 83   | L    | Barys Astana       |
| 88 | A    | Evgenij Rymarev        | 1988 | 175  | 76   | L    | Kazcink-Torpedo    |
| 91 | A    | Aleksej Anciferov      | 1991 | 185  | 92   | R    | Nomad Astana       |
| 92 | A    | Michail Rachmanov      | 1992 | 176  | 83   | L    | Barys Astana       |

LEGENDA:

P = Portiere, D = Difensore, A = Attaccante, L = sinistra, R = destra

### Lettonia
Allenatore:  Ted Nolan
Lista dei convocati aggiornata all'8 maggio 2014.
| N. | Pos. | Nome                   | Anno | Alt. | Peso | Tiro | Squadra                |
| -- | ---- | ---------------------- | ---- | ---- | ---- | ---- | ---------------------- |
| 2  | D    | Rodrigo Laviņš         | 1974 | 180  | 84   | L    | Dinamo Riga            |
| 3  | A    | Juris Štāls            | 1982 | 191  | 91   | L    | Poprad                 |
| 11 | D    | Kristaps Sotnieks      | 1987 | 183  | 87   | L    | Dinamo Riga            |
| 12 | A    | Herberts Vasiļjevs - C | 1976 | 180  | 84   | R    | Krefeld Pinguine       |
| 13 | D    | Guntis Galviņš         | 1986 | 186  | 87   | L    | AIK                    |
| 14 | D    | Jēkabs Rēdlihs         | 1982 | 187  | 86   | L    | Dinamo Riga            |
| 16 | A    | Kaspars Daugaviņš - A  | 1988 | 183  | 83   | L    | Ginevra-Servette       |
| 17 | A    | Aleksandrs Ņiživijs    | 1976 | 177  | 77   | R    | Dinamo Riga            |
| 21 | A    | Armands Bērziņš        | 1983 | 192  | 97   | L    | Barys Astana           |
| 22 | D    | Māris Jass             | 1985 | 188  | 90   | L    | Piráti Chomutov        |
| 24 | A    | Miķelis Rēdlihs        | 1984 | 181  | 81   | L    | Lok. Jaroslavl’        |
| 25 | A    | Andris Džeriņš         | 1988 | 185  | 85   | L    | Dinamo Riga            |
| 28 | A    | Zemgus Girgensons      | 1994 | 188  | 88   | L    | Buffalo Sabres         |
| 29 | A    | Roberts Lipsbergs      | 1994 | 180  | 88   | L    | Seattle Thunderbirds   |
| 31 | P    | Edgars Masaļskis       | 1995 | 178  | 90   | L    | Poprad                 |
| 32 | D    | Artūrs Kulda - A       | 1988 | 188  | 97   | L    | Salavat Julaev         |
| 33 | P    | Ivars Punnenovs        | 1994 | 185  | 85   | L    | Rapperswil-Jona Lakers |
| 47 | A    | Mārtiņš Cipulis        | 1980 | 181  | 82   | L    | Dinamo Riga            |
| 50 | P    | Kristers Gudļevskis    | 1992 | 190  | 86   | L    | Tampa Bay Lightning    |
| 52 | D    | Jānis Jaks             | 1995 | 180  | 83   | R    | HK Rīga                |
| 70 | A    | Miks Indrašis          | 1990 | 190  | 85   | L    | Dinamo Riga            |
| 81 | D    | Georgijs Pujacs - A    | 1981 | 185  | 95   | L    | Dinamo Riga            |
| 87 | A    | Gints Meija            | 1987 | 185  | 80   | L    | Dinamo Riga            |
| 90 | A    | Koba Jass              | 1990 | 183  | 87   | R    | Bílí Tygři Liberec     |
| 91 | A    | Ronalds Ķēniņš         | 1991 | 178  | 80   | L    | ZSC Lions              |

LEGENDA:

P = Portiere, D = Difensore, A = Attaccante, L = sinistra, R = destra

### Russia
Allenatore:  Oļegs Znaroks
Lista dei convocati aggiornata al 19 maggio 2014.
| N. | Pos. | Nome                  | Anno | Alt. | Peso | Tiro | Squadra               |
| -- | ---- | --------------------- | ---- | ---- | ---- | ---- | --------------------- |
| 1  | P    | Anton Chudobin        | 1986 | 180  | 88   | L    | Carolina Hurricanes   |
| 3  | D    | Andrej Zubarev        | 1987 | 185  | 100  | L    | Salavat Julaev        |
| 6  | D    | Denis Denisov         | 1981 | 183  | 86   | L    | CSKA Mosca            |
| 8  | A    | Aleksandr Ovečkin - C | 1985 | 189  | 99   | R    | Washington Capitals   |
| 10 | A    | Viktor Tichonov       | 1988 | 188  | 83   | R    | SKA Pietroburgo       |
| 11 | A    | Evgenij Malkin        | 1986 | 185  | 84   | L    | Pittsburgh Penguins   |
| 14 | D    | Aleksandr Kutuzov     | 1985 | 183  | 94   | R    | Sibir’ Novosibirsk    |
| 16 | A    | Sergej Plotnikov      | 1990 | 188  | 90   | L    | Lok. Jaroslavl’       |
| 23 | D    | Dmitrij Orlov         | 1991 | 183  | 95   | L    | Lok. Jaroslavl’       |
| 25 | A    | Danis Zaripov - A     | 1981 | 184  | 88   | L    | Magnitogorsk          |
| 35 | P    | Andrej Vasilevskij    | 1994 | 190  | 91   | L    | Salavat Julaev        |
| 40 | A    | Sergej Kalinin        | 1991 | 190  | 86   | L    | Avangard Omsk         |
| 41 | A    | Nikolaj Kulëmin - A   | 1986 | 185  | 96   | L    | Toronto Maple Leafs   |
| 42 | A    | Artëm Anisimov        | 1988 | 192  | 82   | L    | Columbus Blue Jackets |
| 44 | D    | Egor Jakovlev         | 1991 | 181  | 80   | L    | Lok. Jaroslavl’       |
| 52 | A    | Sergej Šikorov        | 1986 | 178  | 89   | R    | Avangard Omsk         |
| 63 | A    | Evgenij Dadonov       | 1989 | 179  | 76   | L    | Donbas Donec'k        |
| 69 | A    | Aleksandr Burmistrov  | 1991 | 180  | 72   | L    | Ak Bars Kazan’        |
| 72 | P    | Sergej Bobrovskij     | 1988 | 188  | 86   | L    | Columbus Blue Jackets |
| 73 | D    | Maksim Čudinov        | 1990 | 180  | 92   | R    | SKA Pietroburgo       |
| 77 | D    | Anton Belov           | 1986 | 193  | 89   | L    | SKA Pietroburgo       |
| 82 | D    | Evgenij Medvedev      | 1982 | 190  | 87   | L    | Ak Bars Kazan’        |
| 87 | A    | Vadim Šipačëv         | 1987 | 185  | 83   | L    | SKA Pietroburgo       |
| 90 | A    | Andrej Loktionov      | 1990 | 179  | 82   | L    | Carolina Hurricanes   |
| 92 | A    | Evgenij Kuznecov      | 1992 | 186  | 90   | L    | Washington Capitals   |

LEGENDA:

P = Portiere, D = Difensore, A = Attaccante, L = sinistra, R = destra

### Stati Uniti
Allenatore:  Peter Laviolette
Lista dei convocati aggiornata al 9 maggio 2014.
| N. | Pos. | Nome                  | Anno | Alt. | Peso | Tiro | Squadra               |
| -- | ---- | --------------------- | ---- | ---- | ---- | ---- | --------------------- |
| 2  | D    | Jeff Petry            | 1987 | 191  | 88   | R    | Edmonton Oilers       |
| 3  | D    | Seth Jones            | 1994 | 193  | 93   | R    | Nashville Predators   |
| 8  | D    | Jacob Trouba          | 1994 | 185  | 89   | R    | Winnipeg Jets         |
| 9  | A    | Tyler Johnson         | 1990 | 175  | 83   | R    | Tampa Bay Lightning   |
| 10 | A    | Jimmy Hayes           | 1989 | 190  | 100  | R    | Florida Panthers      |
| 11 | A    | Brock Nelson          | 1991 | 191  | 89   | L    | New York Islanders    |
| 12 | A    | Kevin Hayes           | 1992 | 193  | 98   | L    | Boston College Eagles |
| 13 | A    | Colin McDonald - A    | 1984 | 188  | 97   | R    | New York Islanders    |
| 15 | A    | Craig Smith - A       | 1989 | 185  | 92   | R    | Nashville Predators   |
| 19 | A    | Tim Stapleton - A     | 1982 | 175  | 82   | R    | Ak Bars Kazan’        |
| 21 | A    | Vincent Trocheck      | 1993 | 178  | 83   | R    | Florida Panthers      |
| 23 | A    | Drew Shore            | 1991 | 191  | 93   | R    | Florida Panthers      |
| 29 | D    | Jake McCabe           | 1993 | 185  | 95   | L    | Buffalo Sabres        |
| 30 | P    | Tim Thomas            | 1974 | 180  | 91   | L    | Florida Panthers      |
| 31 | P    | David Leggio          | 1984 | 183  | 82   | L    | Hershey Bears         |
| 37 | P    | Connor Hellebuyck     | 1993 | 193  | 91   | L    | UMass River Hawks     |
| 46 | D    | Matt Donovan          | 1990 | 183  | 88   | L    | New York Islanders    |
| 51 | D    | Jake Gardiner         | 1990 | 188  | 83   | L    | Toronto Maple Leafs   |
| 53 | A    | Johnny Gaudreau       | 1993 | 173  | 72   | L    | Calgary Flames        |
| 55 | D    | Connor Murphy         | 1993 | 191  | 86   | R    | Phoenix Coyotes       |
| 57 | A    | Tommy Wingels         | 1988 | 183  | 88   | R    | San Jose Sharks       |
| 65 | D    | Danny DeKeyser        | 1990 | 191  | 86   | L    | Detroit Red Wings     |
| 79 | A    | Andy Miele            | 1988 | 175  | 79   | L    | Phoenix Coyotes       |
| 88 | A    | Peter Mueller         | 1988 | 188  | 95   | R    | Kloten Flyers         |
| 89 | A    | Justin Abdelkader - C | 1987 | 185  | 96   | L    | Detroit Red Wings     |

LEGENDA:

P = Portiere, D = Difensore, A = Attaccante, L = sinistra, R = destra

### Svizzera
Allenatore:  Sean Simpson
Lista dei convocati aggiornata al 20 maggio 2014.
| N. | Pos. | Nome               | Anno | Alt. | Peso | Tiro | Squadra             |
| -- | ---- | ------------------ | ---- | ---- | ---- | ---- | ------------------- |
| 6  | D    | Tim Ramholt        | 1984 | 186  | 91   | L    | Zugo                |
| 9  | A    | Thomas Rüfenacht   | 1985 | 180  | 85   | L    | Lugano              |
| 10 | A    | Andres Ambühl - A  | 1983 | 176  | 82   | R    | Davos               |
| 11 | A    | Benjamin Plüss     | 1979 | 177  | 85   | L    | Friburgo-Gottéron   |
| 12 | A    | Luca Cunti         | 1989 | 184  | 85   | L    | ZSC Lions           |
| 13 | A    | Kevin Fiala        | 1996 | 180  | 85   | L    | HV71                |
| 19 | A    | Reto Schäppi       | 1991 | 194  | 96   | L    | ZSC Lions           |
| 20 | P    | Reto Berra         | 1987 | 194  | 89   | L    | Colorado Avalanche  |
| 24 | A    | Reto Suri          | 1989 | 183  | 84   | L    | Zugo                |
| 27 | D    | Dominik Schlumpf   | 1991 | 182  | 79   | R    | Lugano              |
| 29 | P    | Robert Mayer       | 1989 | 185  | 89   | R    | Hamilton Bulldogs   |
| 31 | D    | Mathias Seger - C  | 1977 | 181  | 86   | L    | ZSC Lions           |
| 34 | D    | Dean Kukan         | 1993 | 187  | 90   | L    | Luleå               |
| 37 | A    | Victor Stancescu   | 1985 | 181  | 90   | R    | Kloten Flyers       |
| 40 | A    | Étienne Froidevaux | 1989 | 181  | 89   | L    | Losanna             |
| 58 | D    | Eric Blum          | 1986 | 178  | 82   | L    | Kloten Flyers       |
| 63 | P    | Leonardo Genoni    | 1987 | 180  | 86   | L    | Davos               |
| 70 | A    | Denis Hollenstein  | 1989 | 183  | 88   | L    | Ginevra-Servette    |
| 77 | D    | Yannick Weber      | 1988 | 179  | 89   | R    | Vancouver Canucks   |
| 82 | D    | Simon Moser        | 1989 | 187  | 95   | R    | Milwaukee Admirals  |
| 88 | A    | Kevin Romy         | 1985 | 182  | 86   | L    | Ginevra-Servette    |
| 90 | D    | Roman Josi - A     | 1990 | 186  | 88   | L    | Nashville Predators |
| 91 | D    | Robin Grossmann    | 1987 | 180  | 85   | L    | Davos               |
| 92 | A    | Sven Bärtschi      | 1992 | 180  | 83   | L    | Abbotsford Heat     |
| 96 | A    | Damien Brunner     | 1986 | 180  | 85   | R    | New Jersey Devils   |

LEGENDA:

P = Portiere, D = Difensore, A = Attaccante, L = sinistra, R = destra